# Centrolene lemniscatum
Centrolene lemniscatum е вид жаба от семейство Centrolenidae.

## Разпространение
Видът е разпространен в Перу.